# Розин, Армин
Армин Розин (нем. Armin Rosin; род. 21 февраля 1939, Карлсбад) ― немецкий тромбонист, педагог.
Обучался игре на тромбоне в Мюнхенской высшей школе музыки (1960―1963), а также музыковедению в Университете Эрландена-Нюрнберга (1963―1968) и дирижированию под руководством Йозефа Кайльберта и Серджиу Челибидаке (1972―1973). С 1961 по 1966 ― солист Бамбергского симфонического оркестра, с 1968 по 1980 ― Оркестра Штутгартского радио. В 1964 Росин основал на Баварском радио ансамбль «Ars Nova», в котором играл до 1970, после чего стал членом Брасс-ансамбля Эдварда Тарра. В 1969 году он сменил Винко Глобокара в Кёльнском ансамбле новой музыки под управлением Маурисио Кагеля. С 1975 он преподаёт игру на тромбоне и в ансамбле духовых инструментов в Высшей школе музыки Штутгарта. Среди ансамблей, основанных Розином ― «Brass Philharmonie» в Штутгарте и собственное трио.
Розин ― один из заметных современных сольных исполнителей на тромбоне. Он сделал множество записей, среди которых ― Баллада Франка Мартена с оркестром под управлением автора, а выпущенная в 1973 году его пластинка с записями немецких тромбоновых концертов эпохи романтизма стала первой в истории, целиком посвящённой этому инструменту. Более сорока современных сочинений в исполнении Розина прозвучали впервые.